# SEAT 1400
SEAT 1400 был заднеприводным четырехдверным седаном среднего размера, построенным испанским автопроизводителем SEAT в период с 1953 по 1963 год. Это была первая модель, выпущенная SEAT, и первый автомобиль, собранный на новом заводе фирмы, расположенном в барселонской зоне Зона Франка.
Автомобиль был переименован Fiat 1400, сама по себе первая модель интегрированного шасси Fiat.
Производство началось 13 ноября 1953 года, в нем участвовало 925 сотрудников с потенциалом производства 5 единиц в день; первый образец сошел с конвейера с номерным знаком «B-87.223». Первоначально компоненты поставлялись в виде комплектов CKD из Италии и собирались SEAT на их заводе в Зоне Франка, но в 1954 году доля деталей испанского производства возросла до 93 % от общего объема, чтобы ограничить импорт и помочь развитию почти несуществующей отрасли испанских поставщиков, тем самым выполняя ключевую роль SEAT в развитии экономики Испании как национального производителя автомобилей в послевоенной Испании. В ближайшие несколько лет объем производства модели будет постепенно увеличиваться, и к 1956 году ежегодно будет выпускаться 10 000 автомобилей, в среднем 42 автомобиля в день.